# Xylocopa nautlana
Xylocopa nautlana är en biart som beskrevs av Cockerell 1904. Xylocopa nautlana ingår i släktet snickarbin, och familjen långtungebin. Inga underarter finns listade i Catalogue of Life.